# Partecipanti alla Freccia Vallone femminile 2009
Elenco delle partecipanti alla Freccia Vallone femminile 2009.
Alla competizione hanno preso parte 24 squadre, per un totale di 138 cicliste. Germania, USA, Paesi Bassi, Francia e Russia hanno partecipato con una rappresentativa nazionale.

## Corridori per squadra
Nota: R ritirato, NP non partito, FT fuori tempo.
| DSB Bank-LTO                   | DSB Bank-LTO                   | DSB Bank-LTO                   | Lotto-Belisol Ladiesteam | Lotto-Belisol Ladiesteam    | Lotto-Belisol Ladiesteam | Vienne Futuroscope           | Vienne Futuroscope           | Vienne Futuroscope           |
| ------------------------------ | ------------------------------ | ------------------------------ | ------------------------ | --------------------------- | ------------------------ | ---------------------------- | ---------------------------- | ---------------------------- |
| 1                              | Marianne Vos                   | 1º                             | 81                       | Rochelle Gilmore            | R                        | 161                          | Audrey Cordon-Ragot          | 74º                          |
| 2                              | Liesbeth De Vocht              | 28º                            | 82                       | Elizabeth Armitstead        | 22º                      | 162                          | Jennifer Fischer             | R                            |
| 3                              | Angela Brodtka                 | 32º                            | 83                       | Catherine Delfosse          | 52º                      | 163                          | Marina Jaunatre              | 81º                          |
| 4                              | Tina Liebig                    | 64º                            | 84                       | Emma Mackie                 | R                        | 164                          | Nathalie Jeuland             | R                            |
| 5                              | Noortje Tabak                  | 50º                            | 85                       | Kim Schoonbaert             | R                        | 166                          | Emmanuelle Merlot            | 78º                          |
| 6                              | Marieke Van Wanroy             | 59º                            | 86                       | Grace Verbeke               | 14º                      | 168                          | Fiona Dutriaux               | R                            |
| Red Sun Cycling Team           | Red Sun Cycling Team           | Red Sun Cycling Team           | Selle Italia-Ghezzi      | Selle Italia-Ghezzi         | Selle Italia-Ghezzi      | Chirio-Forno d'Asolo         | Chirio-Forno d'Asolo         | Chirio-Forno d'Asolo         |
| 11                             | Emma Johansson                 | 2º                             | 92                       | Kaytee Boyd                 | R                        | 171                          | Clemilda Fernandes           | 75º                          |
| 12                             | Paulina Brzezna                | 33º                            | 93                       | Sigrid Corneo               | 72º                      | 172                          | Uenia Fernandes              | R                            |
| 13                             | Petra Dijkman                  | 66º                            | 94                       | Oxana Kozonchuk             | 57º                      | 173                          | Edita Janeliunaite           | R                            |
| 14                             | Ludivine Henrion               | 41º                            | 95                       | Fabiana Luperini            | 15º                      | 175                          | Edita Unguryte               | 68º                          |
| 15                             | Mascha Pijnenborg              | 39º                            | 96                       | Luisa Tamanini              | 79º                      | 176                          | Egle Zablockyte              | R                            |
| 16                             | Laure Werner                   | R                              | 99                       | Martine Bras                | 60º                      | 178                          | Simona Frapporti             | R                            |
| Team Columbia Women            | Team Columbia Women            | Team Columbia Women            | Nazionale tedesca        | Nazionale tedesca           | Nazionale tedesca        | Nazionale statunitense       | Nazionale statunitense       | Nazionale statunitense       |
| 21                             | Luise Keller                   | 26º                            | 103                      | Laura Dittman               | R                        | 181                          | Katharine Carroll            | FT                           |
| 22                             | Mara Abbott                    | 7º                             | 104                      | Virginia Hennig             | R                        | 183                          | Janel Holcomb                | 19º                          |
| 23                             | Kimberly Anderson              | 29º                            | 105                      | Jana Schemmer               | R                        | 184                          | Kacey Monderfield            | R                            |
| 26                             | Alex Wrubleski                 | 11º                            | 106                      | Anna Schnitzmeier           | R                        | 185                          | Jessica Philipps             | FT                           |
| 28                             | Ina-Yoko Teutenberg            | R                              | 107                      | -                           |                          | 189                          | Kristin Sanders              | 54º                          |
| Vision 1 Racing                | Vision 1 Racing                | Vision 1 Racing                | Gauss-RDZ-Ormu-Colnago   | Gauss-RDZ-Ormu-Colnago      | Gauss-RDZ-Ormu-Colnago   | Nazionale russa              | Nazionale russa              | Nazionale russa              |
| 31                             | Nicole Cooke                   | 6º                             | 111                      | Tania Belvederesi           | 30º                      | 191                          | Julia Blindiuk               | 73º                          |
| 32                             | Gabriella Day                  | R                              | 112                      | Тat'jana Аntošina           | 45º                      | 192                          | Aleksandra Burčenkova        | 20º                          |
| 33                             | Christel Ferrier-Bruneau       | 17º                            | 113                      | Emanuela Azzini             | 69º                      | 193                          | Julia Iliynikh               | R                            |
| 34                             | Aurore Verhoeven               | R                              | 114                      | Martina Corazza             | R                        | 194                          | Irina Molicheva              | 63º                          |
| 35                             | Vicki Whitelaw                 | 23º                            | 115                      | Julia Martisova             | 21º                      | 195                          | Elena Novikova               | R                            |
| 36                             | Helen Wyman                    | R                              | 116                      | Eleonora Suelotto           | R                        | 196                          | Katerina Novozilova          | 58º                          |
| Cervélo TestTeam Women         | Cervélo TestTeam Women         | Cervélo TestTeam Women         | Nazionale francese       | Nazionale francese          | Nazionale francese       | Fenixs                       | Fenixs                       | Fenixs                       |
| 41                             | Lieselot Decroix               | 55º                            | 121                      | Mélanie Bravard             | R                        | 201                          | Karin Aune                   | 46º                          |
| 42                             | Sarah Düster                   | 31º                            | 122                      | Julie Krasniak              | 24º                      | 202                          | Natal'ja Bojarskaja          | 16                           |
| 43                             | Claudia Häusler                | 3º                             | 123                      | Eugenie Mermillod           | 76º                      | 203                          | Suzie Godart                 | R                            |
| 44                             | Emma Pooley                    | R                              | 124                      | Margot Ortega               | R                        | 204                          | Catherine Hare Willianson    | 18º                          |
| 46                             | Kirsten Wild                   | R                              | 125                      | Amélie Rivat                | R                        | 205                          | Corine Hierckens             | 65º                          |
| 49                             | Christiane Soeder              | 8º                             | 126                      | Béatrice Thomas             | R                        | 209                          | Urte Juodvalkyte             | R                            |
| Nazionale olandese             | Nazionale olandese             | Nazionale olandese             | Leontien.nl              | Leontien.nl                 | Leontien.nl              | Topsport Vlaanderen-Thompson | Topsport Vlaanderen-Thompson | Topsport Vlaanderen-Thompson |
| 51                             | Marieke Den Otter              | R                              | 131                      | Chantal Blaak               | 43º                      | 212                          | Jessie Daams                 | R                            |
| 52                             | Esra Tromp                     | R                              | 132                      | Marlijn Binnendijk          | 49º                      | 214                          | Sjoujke Dufoer               | 40º                          |
| 53                             | Laura Turpijn                  | R                              | 133                      | Andrea Bosman               | 13º                      | 215                          | Loes Sels                    | 62º                          |
| 56                             | Monique Zeldenrust             | R                              | 135                      | Suzanne Van Veen            | 61º                      | 216                          | Katrien Van Looy             | R                            |
| 58                             | Suzanne Kuiper                 | R                              | 136                      | Josien Van Wiegerden        | 48º                      | 217                          | Ine Beyen                    | R                            |
|                                |                                |                                | 137                      | Lucinda Bran                | 44º                      |                              |                              |                              |
| Team Flexpoint                 | Team Flexpoint                 | Team Flexpoint                 | Bigla Cycling Team       | Bigla Cycling Team          | Bigla Cycling Team       | Team CMax-Dilà               | Team CMax-Dilà               | Team CMax-Dilà               |
| 61                             | Loes Gunnewijk                 | 9º                             | 141                      | Nicole Brändli              | R                        | 221                          | Saneila Biagi                | R                            |
| 63                             | Saskia Elemans                 | 70º                            | 142                      | Veronica Andreasson         | R                        | 223                          | Francesca Faustini           | R                            |
| 65                             | Mirjam Melchers                | 53º                            | 143                      | Noemi Cantele               | 5º                       | 224                          | Edita Pučinskaitė            | 34º                          |
| 66                             | Anna van der Breggen           | 67º                            | 144                      | Jennifer Hohl               | 77º                      | 225                          | Arien Torsius                | R                            |
| 68                             | Trine Schmidt                  | R                              | 146                      | Modesta Vžesniauskaitė      | 11º                      | 226                          | Marta Vilajosana             | 10º                          |
| 69                             | Iris Slappendel                | 42º                            | 147                      | Monica Holler               | R                        | 227                          | Alice Donadoni               | 56º                          |
| Equipe Nürnberger Versicherung | Equipe Nürnberger Versicherung | Equipe Nürnberger Versicherung | Safi-Pasta Zara          | Safi-Pasta Zara             | Safi-Pasta Zara          | Nazionale austriaca          | Nazionale austriaca          | Nazionale austriaca          |
| 71                             | Amber Neben                    | 4º                             | 151                      | Alona Andruk                | 38º                      | 232                          | Daniela Pintarelli           | 36º                          |
| 72                             | Charlotte Becker               | R                              | 152                      | Elena Berlato               | 35º                      | 233                          | Karin Ruso                   | R                            |
| 73                             | Suzanne De Goede               | 71                             | 153                      | Inga Cilvinaite             | 37º                      | 234                          | Monika Schachl               | NP                           |
| 74                             | Eva Lutz                       | 25º                            | 154                      | Eneritz Iturriagaechevarria | 80º                      | 235                          | Bernadette Schober           | R                            |
| 75                             | Bianca Knöpfle                 | 51º                            | 156                      | Eleonora Patuzzo            | R                        | 237                          | Pelin Cizgin                 | R                            |
| 76                             | Trixi Worrack                  | 27º                            | 159                      | Diana Žiliūtė               | 47º                      | 238                          | Catherine Langer             | R                            |